# Гей-прайд

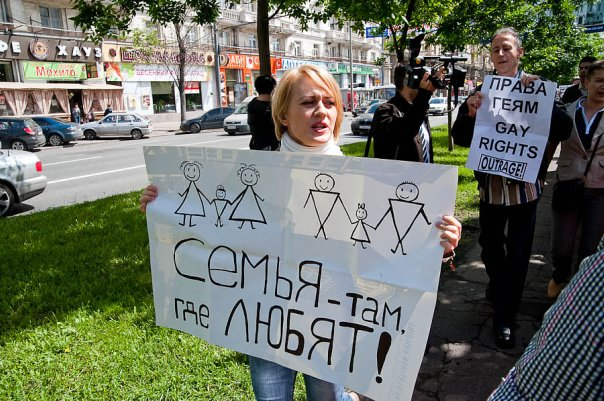
Московский гей-парад в 2010 году

Гей-прайд (англ. Gay pride) — акция, задачей которой является демонстрация существования в обществе ЛГБТ (лесбиянок, геев, бисексуалов и транс-людей), поддержка толерантного отношения к ним, защита прав человека и гражданского равноправия для всех людей вне зависимости от сексуальной ориентации и гендерной идентичности. Его целью также является празднование чувства собственного достоинства, торжество свободы личности, проявление разнообразия и единства ЛГБТ-сообщества.
Акция традиционно проходит летом (чаще всего, в июне) в память о Стоунволлских бунтах, во время которых тысячи геев и лесбиянок оказали сопротивление полицейским репрессиям, и это выступление стало одним из символов борьбы сексуальных меньшинств за гражданские права. Однако иногда она приурочена к другим датам, например, Московский гей-прайд отмечает годовщину отмены уголовного преследования гомосексуалов в России.
Гей-прайды могут проводиться в различных формах — парада, митинга, марша, фестиваля, ярмарки, пикника и так далее. В зависимости от конкретной ситуации гей-прайд может носить характер праздника-карнавала или правозащитной демонстрации. Собственно Гей-пара́д (англ. Gay parade), прайд-парад (англ. Pride parade) является одной из форм или частью гей-прайда, часто его центральным или же завершающим элементом.

## Терминология
На сегодняшний день в различных странах наименование гей-прайда может разниться: в Австрии его называют Радужным парадом (нем. Regenbogenparade), в Голландии он носит название Розовая Суббота (нидерл. Roze Zaterdag), в Германии и Швейцарии — Кристофер-стрит День (англ. Christopher Street Day), в Латвии проходят Дни Дружбы, в Австралии гей-прайды слились с карнавальными празднествами Марди Гра (англ. Mardi Gras).
Российские СМИ «гей-прайды», как правило, называют «гей-парадами», однако сами организаторы российских акций предпочитают называть их «гей-прайдами». Тем самым они хотят подчеркнуть, что их целью является исключительно правозащитное шествие.

## История

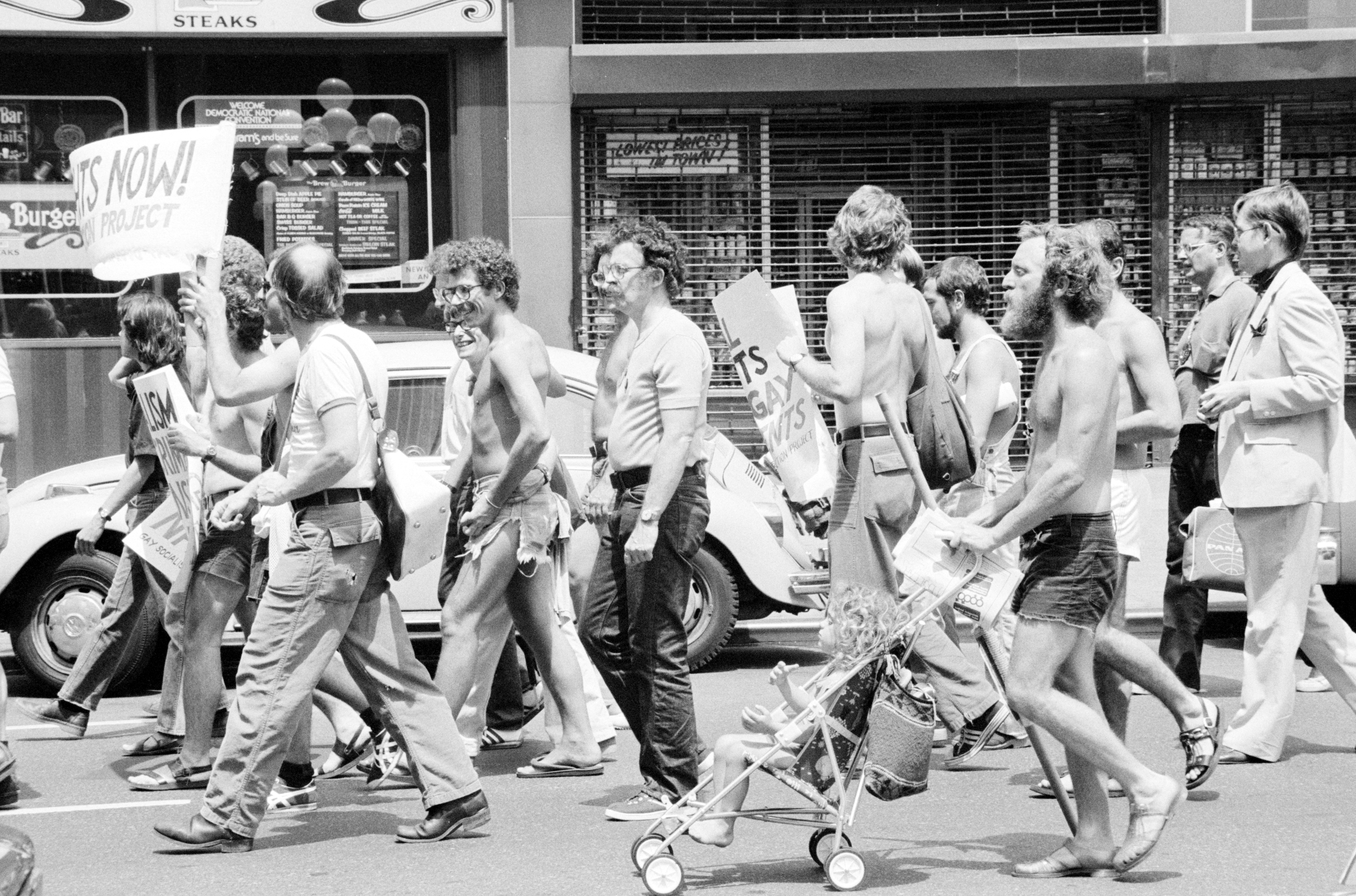
Гей-прайд в Нью-Йорке в 1976 году

Американские геи и лесбиянки в 1960-х годах жили в условиях узаконенных репрессий. В те времена гомосексуальные действия даже между взрослыми людьми по взаимному соглашению, происходящие в частных домах, были уголовным преступлением по всей территории США. В разных штатах наказание могло варьировать от денежного штрафа до двадцати лет тюремного заключения или принудительного «лечения» (в виде кастрации, лоботомии, электрошока и так далее). Часто полиция проводила облавы в подпольных гей-клубах, потом фотографии арестантов помещались в утренних газетах, что было связано с риском потерять работу, учёбу и жильё.
В ночь с пятницы на субботу 27-28 июня 1969 года нью-йоркская полиция провела очередной рейд в гей-баре Стоунволл-инн на Кристофер-стрит в гей-квартале Гринвич-Виллидж. Начались аресты. Однако собравшаяся вокруг заведения толпа неожиданно оказала сопротивление, в полицейских полетели камни и бутылки. Столкновения между протестующими и прибывшими спецотрядами продолжались до утра. Выступления и стычки с полицией повторились снова в тех же масштабах во вторую ночь и продолжались в меньших в течение недели. Эти происшествия получили название Стоунволлское восстание. Они считаются началом движения геев и лесбиянок за гражданские права, поскольку дали толчок к развитию многочисленных ЛГБТ-организаций и инициатив. По словам историка Дэвида Картера, это «было для гей-движения тем же, чем падение Бастилии было для начала Великой французской революции».
В ноябре 1969 года на конференции ЛГБТ-активистов Крейг Родвелл предложил ежегодно отмечать годовщину Стоунволла массовыми выступлениями. Цель маршей он определил как распространение идей борьбы гомосексуалов за гражданские права, в частности — за «фундаментальное право человека перемещаться во времени и пространстве». Крейг предложил называть марши Кристофер-стрит Днём Освобождения (англ. Christopher Street Liberation Day) и проводить их по всей стране в последнюю субботу июня. При этом он призывал участников акций не стесняться своей внешности и образа жизни. Эта идея была оппозиционна консервативному гомофильному движению, проводившему демонстрации, участники которых были одеты в строгие костюмы, а на их плакатах не упоминалось слово «гей». Представители этого правозащитного течения считали, что подобная тактика придаёт им респектабельность и вызывает большее понимание у общества. Однако она не имела серьёзного успеха. И фактически идеи Крейга ознаменовали зарождение нового радикального гей-освободительного движения, которое использовало более открытые и прямые методы борьбы.
В 1970 году в первую годовщину Стоунволлского восстания несколько сотен демонстрантов вышли на Кристофер-стрит. Эта акция считается первым гей-прайдом. Его участники протестовали против уголовного преследования гомосексуальных действий и законов, разрешающих дискриминацию геев и лесбиянок в сферах занятости и жилья, призывали гомосексуалов быть открытыми. Демонстранты несли плакаты и кричали лозунги: «Лучше явный чем скрытый!», «Что мы хотим? Освобождения геев! Когда мы это хотим! Сейчас!», «Скажи громко: Гей — это гордо!», «Из шкафа на улицу!» и так далее. По словам одного из основателей «Фронта освобождения геев», марш являлся «утверждением и декларацией нашей новой гордости (англ. pride)». Эта демонстрация повторилась в следующем году и впоследствии стала ежегодным Нью-Йоркским гей-прайдом. Летом 1970 года аналогичные выступления также прошли в других городах, например, в Чикаго, Лос-Анджелесе, Сан-Франциско, Атланте и Торонто. Постепенно, вместе с набиравшим обороты движением геев и лесбиянок за гражданские права, годовщина Стоунволла стала отмечаться по всей территории США и Канады. Первые гей-прайды зачастую были малочисленны, вызывали протесты консерваторов, а их проведению препятствовали власти. Однако по мере признания обществом прав ЛГБТ в контексте общегражданского равенства они потеряли свой конфронтационный характер. В 1978 году для восьмого гей-прайда в Сан-Франциско художником Гилбертом Бейкером был создан радужный флаг, ставший впоследствии наиболее узнаваемым и популярным символом ЛГБТ-движения.
Изначально американские гей-прайды носили названия «День Свободы» (англ. Freedom Day) или «День Освобождения Геев» (англ. Gay Liberation Day), отсылающие к радикальным правозащитным идеям. Однако примерно в 1980-х годах они были заменены на «гей-прайд» и «гей-парад». Это было следствием всё более усиливающегося влияния гей-бизнеса и его превалирования над правозащитным течением. Такое влияние сначала приводило к конфликтам между коммерческими и активистскими организациями, однако в итоге был достигнут компромисс.

Гей-прайд в Лондоне в 1972 году.

Несколько позже традиция проводить гей-прайды пришла в Европу. Так, первая демонстрация в Лондоне прошла в 1970 году, в Париже — в 1971 году, в Берлине — в 1979 году, в Дублине — в 1983 году. С течением времени гей-прайды стали проводиться практически во всех странах Северной и Южной Америки, Европы, Австралии и Новой Зеландии, ЮАР, а также в ряде стран Азии (например, Турции, Израиле, Таиланде, Индии, Японии, Тайване, Китае).
При этом проведение прайдов во многих городах стран бывшего Социалистического лагеря, где это стало возможно много позже, чем в Западной Европе, по-прежнему сталкиваются с трудностями. Так, в 2001 году участники гей-прайда в Белграде подверглись нападениям радикалов, а в 2009 году футбольные фанаты и ультраправые устроили массовые погромы, причинив сербской столице ущерб в 1 млн евро. Аналогичные нападения отмечались в Братиславе, Бухаресте, Будапеште, Риге. При этом, с течением времени, конфликты снижают свой накал: так, в Загребе в 2011 году гей-прайд прошёл относительно спокойно. В Варшаве проведение гей-прайда в 2005 году было запрещено тогдашним мэром Лехом Качинским, однако несколько тысяч человек всё равно прошли маршем по столице Польши. Решение властей было обжаловано в Европейском суде по правам человека, который в 2007 году постановил, что запрет является незаконным и дискриминационным. С 2008 года гей-прайды проходят в Варшаве без препятствия властей. Аналогичная ситуация складывалась в Москве: в 2005 году гей-прайд был запрещён мэром Юрием Лужковым, а участники несанкционированной акции подверглись нападению неонацистов и задержаниям милицией. Эта ситуация повторялась каждый последующий год. В 2010 году ЕСПЧ вынес решение о незаконности запретов гей-прайда в Москве, однако российские власти запретили его проведение и в 2011 году.

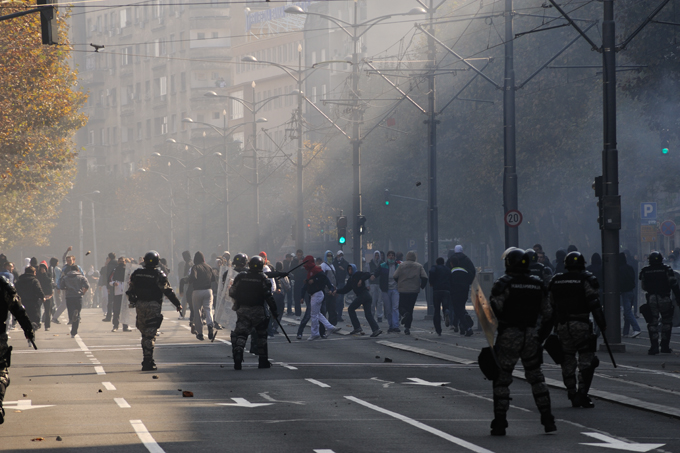
Бои на улицах Белграда в 2010 году во время гей-парада.
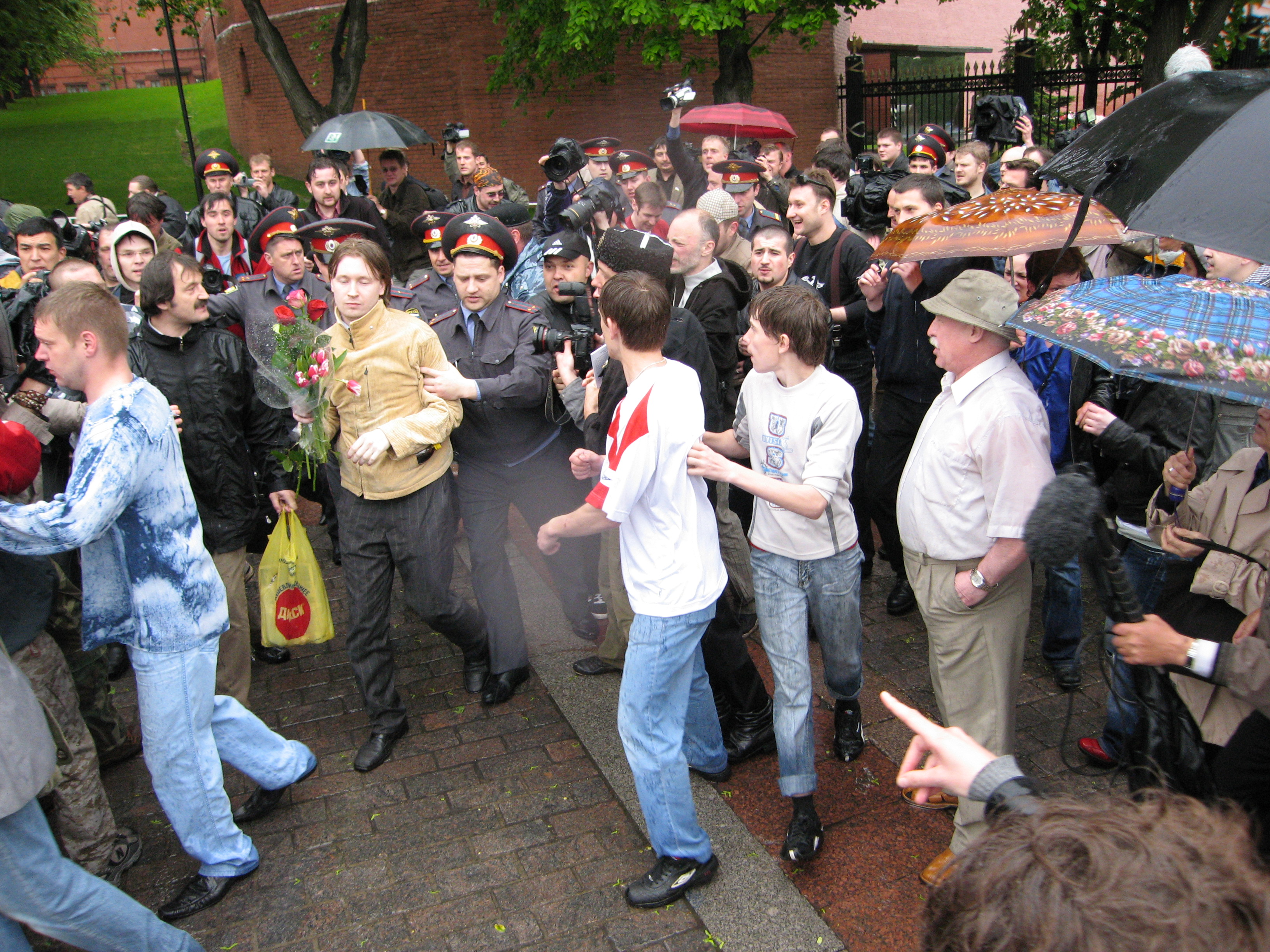
Задержание участников гей-прайда в Москве в 2006 году.
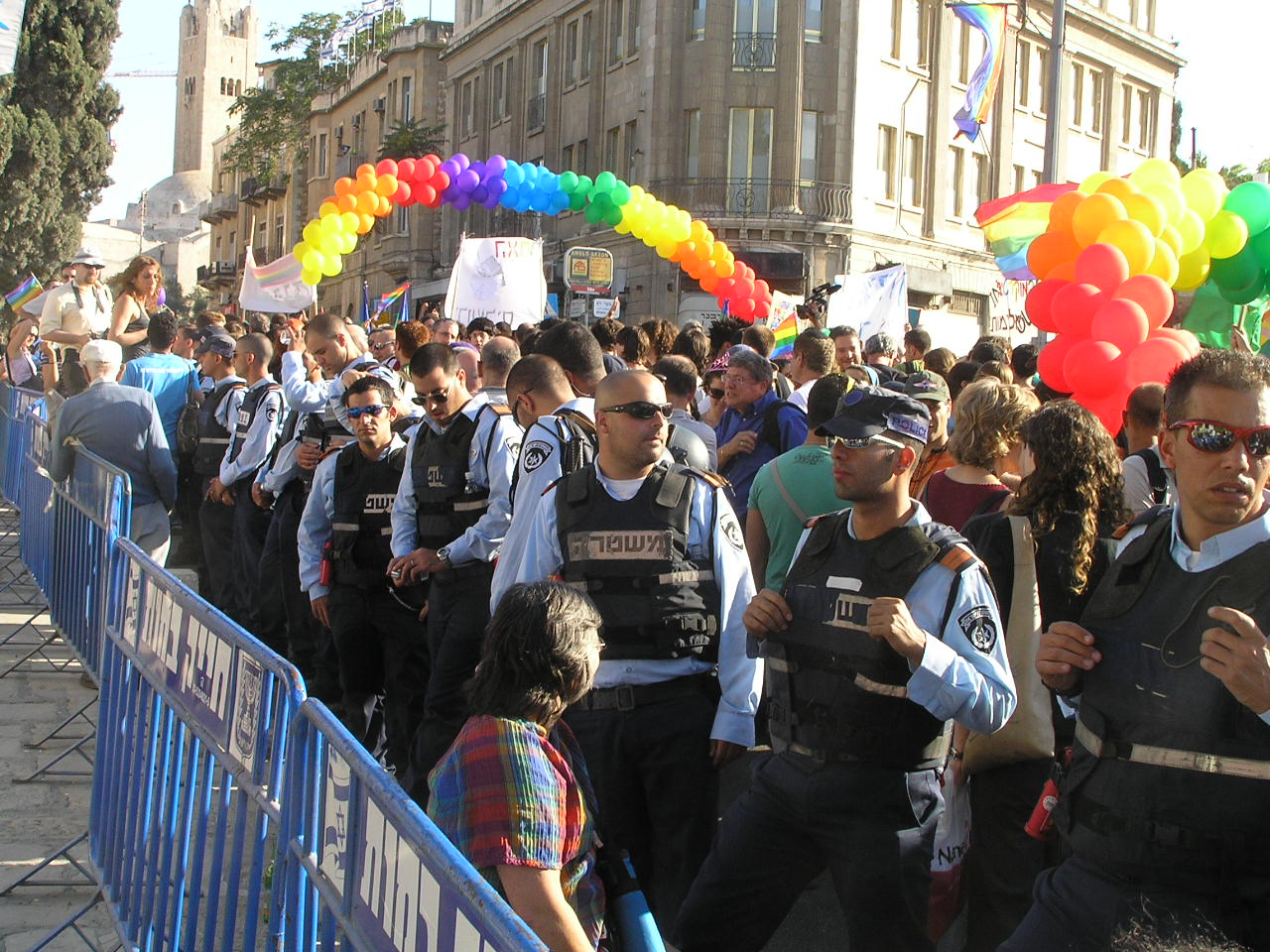
Гей-парад в Иерусалиме в 2007 году под усиленной охраной.

## Цели
Цели гей-прайда разнообразны. В западных странах на первый план выходит массовое выражение чувства собственного достоинства, разнообразия и единства ЛГБТ-сообщества, его культурное развитие и самоопределение, торжество свободы личности. Гей-парад призван демонстрировать открытость ЛГБТ-людей, визуально подтвердить их существование в обществе, поддержать толерантное отношение к ним, защитить прав человека и гражданского равноправия для всех людей вне зависимости от сексуальной ориентации и гендерной идентичности. Гей-прайд является реализацией права на мирные собрания, свободу слова и самовыражения. Он используется как средство привлечения внимания к проблемам ЛГБТ-людей. На многих гей-прайдах поднимаются различные социальные и политические вопросы, такие как противостояние дискриминации и гомофобии, проблема распространении эпидемии СПИДа, вопрос признания однополых браков, проблема уголовного преследования и смертных казней геев и лесбиянок в странах третьего мира.

## Идеология гей-прайда
Шествия проводятся под лозунгом «гей-прайд», что дословно переводится с английского языка как «гей-гордость», «чувство собственного достоинства геев». Это обозначает, что гомосексуальные, бисексуальные и трансгендерные люди должны иметь чувство собственного достоинства, гордиться своей сексуальной ориентацией и гендерной идентичностью, осознавая и принимая себя такими, какие они есть. Профессор философии Томас Лоуренс пишет, что на первый взгляд гордиться своей сексуальной ориентацией кажется столь же бессмысленно, как гордиться тем, что небо голубое, однако концепция гей-гордости имеет тот же смысл, какой вкладывали в 1960-х годах активисты движения против расовой сегрегации в США, провозглашая: «Я чернокожий, и я этим горжусь!» (англ. «I am black and I am proud!») — это был способ громогласно заявить о том, что быть чернокожим не стыдно.
Социолог Игорь Кон так объясняет этот термин: 

Спрашивается, чем тут гордиться? А можно гордиться своей религиозной или национальной принадлежностью? Тем не менее люди культивируют такие чувства. Глубинная психологическая проблема заключается в том, что существуют разные способы убить человека. Можно его уничтожить физически или юридически, сделать преступником, а можно уничтожить морально. Для этого достаточно внушить с детства: мы не запрещаем тебе существовать, но ты должен все время помнить, что ты — извращенец, ты — неполноценный, так что сиди тихо и ни на что не претендуй. Ребёнок, который это усвоит, — этот феномен называется интернализованной гомофобией, но то же самое проделывали и с евреями, и с цветными, и с женщинами, и с кем угодно ещё, — всю жизнь будет испытывать презрение или ненависть к себе. Человек, у которого убито самоуважение, действительно становится социально и психически неполноценным. Парады разных «гордостей» — геевская лишь одна из многих — возникли у меньшинств, которые раньше были и в какой-то степени остаются или чувствуют себя угнетенными, как средство самозащиты. Лозунг «Черный — это хорошо!» — всего лишь ответ белому расизму, феминизм — ответ мужскому шовинизму, а лозунг «гей — это хорошо!» — ответ тем, кто считает однополую любовь «неназываемым пороком».
Гей-активистка Маша Гессен поясняет:

Вы спросите, чем тут гордиться?.. Слово pride было адресовано тому организатору [гомофильных] пикетов, который пытался разнять взявшихся за руки участников, и тем полицейским, которые считали само собой разумеющимся своё право учинить «проверку пола». Ставший тогда популярным значок Gay&Proud, по-хорошему, стоит переводить как «Я гей, и мне нечего стесняться». С какой, действительно, стати человек должен стесняться своей любви, да даже и своих вкусов в одежде?
Филолог Александр Хоц так определяет это понятие:

«Гордость» ЛГБТ (из философии которой проистекает традиция парадов-«прайдов» (Pride — гордость) — это гордость, связанная не с сексуальной ориентаций самой по себе, а с тем, что пройдя путь тотального истребления, тюрем, дискримнации и унижения, — люди ЛГБТ-сообщества проявили мужество, солидарность и упорство, — отстояв своё историческое право на человеческое достоинство.
Также большое значение в гей-прайдах играет идея открытости и видимости гомосексуалов. Организаторы призывают геев и лесбиянок не скрывать от окружающих свою сексуальную ориентацию, указывая на то, что люди, которые лично знакомы с представителями ЛГБТ-сообщества, менее склонны к гомофобии. Участие в гей-прайде является одним из способов массового «выхода из подполья» (каминг-аута), что способствует развитию толерантного отношения в обществе.

## Форма проведения
Форма проведения гей-прайда может в значительной степени различаться. В целом можно выделить две крайние позиции, которые на практике взаимодополняют друг друга.

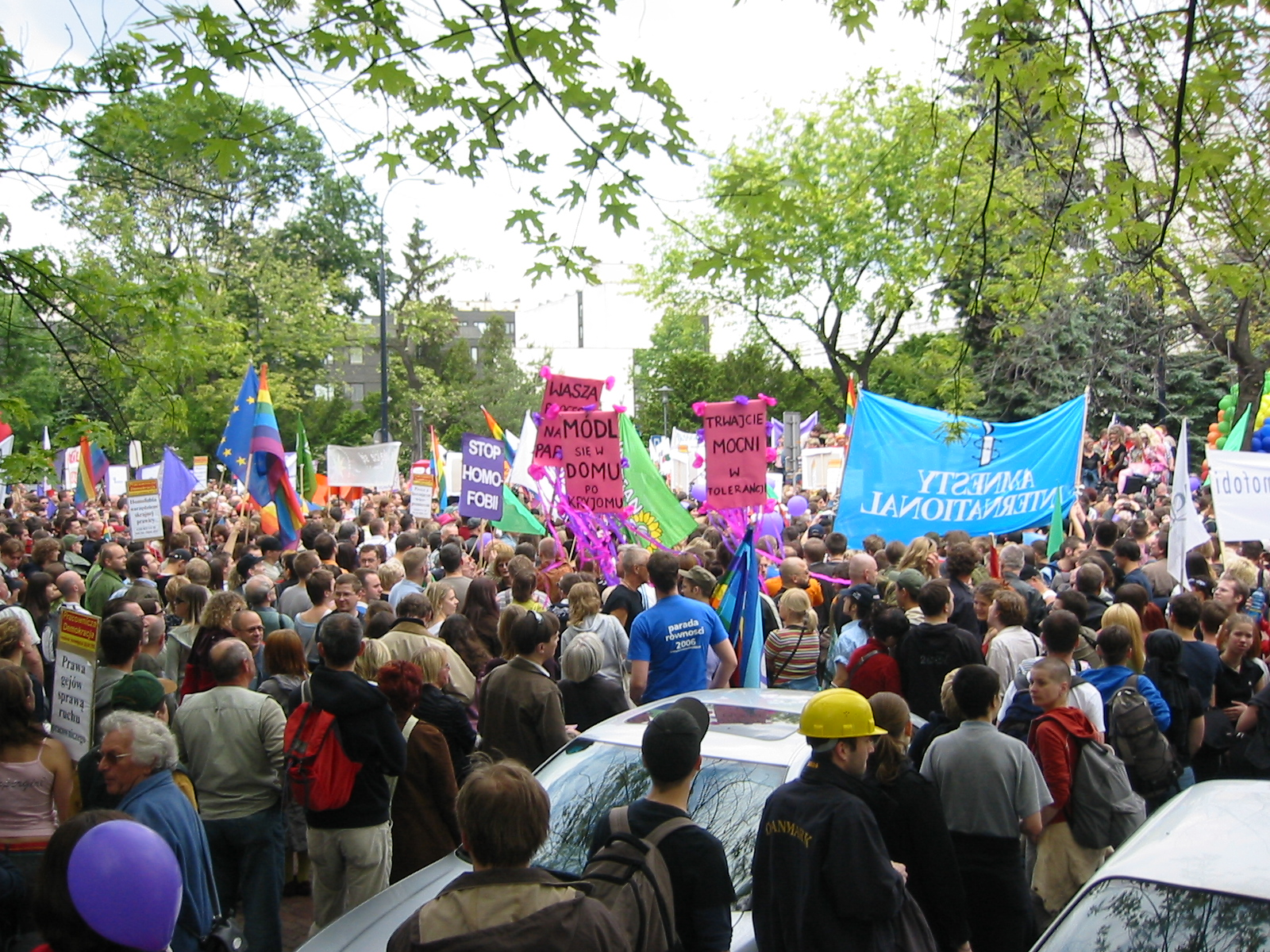
Гей-парад в Варшаве в 2006 году

Сторонники первой считают гей-прайд, прежде всего, правозащитной и политической акцией. Они указывают на то, что исторически прайд-парады выросли из протестных маршей против дискриминации, проводившихся гомосексуалами в борьбе за права человека. Они выступают с критикой превращения гей-парада в праздничное действие, аргументируя это тем, что до сих пор ЛГБТ-сообщество повсеместно сталкивается с большими проблемами. Такая позиция больше характерна для стран, где имеются серьёзные нарушения прав человека в отношении сексуальных меньшинств, примером может служить Московский гей-прайд. В Тель-Авиве в 2010 году произошёл раскол оргкомитета прайда по причине того, что некоторые гей-активисты хотели почтить память расстрелянных гомофобным террористом подростков. В США иногда, чтобы сместить акцент на цели акции, шествие называют не «гей-прайд», а, например, «марш за равенство», «марш гордости». На таких демонстрациях выдвигаются требования соблюдения прав человека в отношении ЛГБТ, принятия законов, защищающих от дискриминации, признания однополых браков, выражается протест против гомофобии и насилия, поднимаются социальные вопросы, такие как борьба с эпидемией СПИДа, проблемы социальной защиты детей в однополых семьях и так далее.
Сторонники второй позиции, распространённой в основном в странах западного мира, считают, что в основном цели движения за равноправие уже достигнуты, что теперь гей-прайд должен продвигать толерантное отношение к ЛГБТ путём культурного диалога, позитивного праздничного действия и массового камин-аута. Такие прайды зачастую могут являться частью многодневного фестиваля, включать в себя кинофорумы, ярмарки, концерты, литературные конкурсы, фотовыставки, спортивные выступления, пикники. Кульминацией всего фестиваля становится гей-прайд, представляющий собой красочное шествие костюмированных участников, череду передвигающихся праздничных платформ, музыкальные и танцевальные выступления, театральные мини-постановки, боди-арт, перфомансы, зачастую с эротическим подтекстом, наподобие бразильского карнавала или берлинского парада любви. В шествии принимают участие различные группы: представители дружественных политических партий, различных обществ, социальных институтов и компаний (например, Google, Яндекс, Microsoft, YouTube), ЛГБТ-организации, члены социальных групп, будь то родители геев и лесбиянок, субкультуры (медведи, фурри, БДСМ), геи-инвалиды, геи-представители национальных меньшинств, геи-мусульмане и католики, геи-полицейские, медработники, пожарные и так далее. Широко известный Амстердамский гей-прайд проходит в виде череды кораблей-платформ, проплывающих по водным каналам города, его проведение поддерживается городскими властями и является одной из самых известных туристических достопримечательностей столицы Нидерландов.

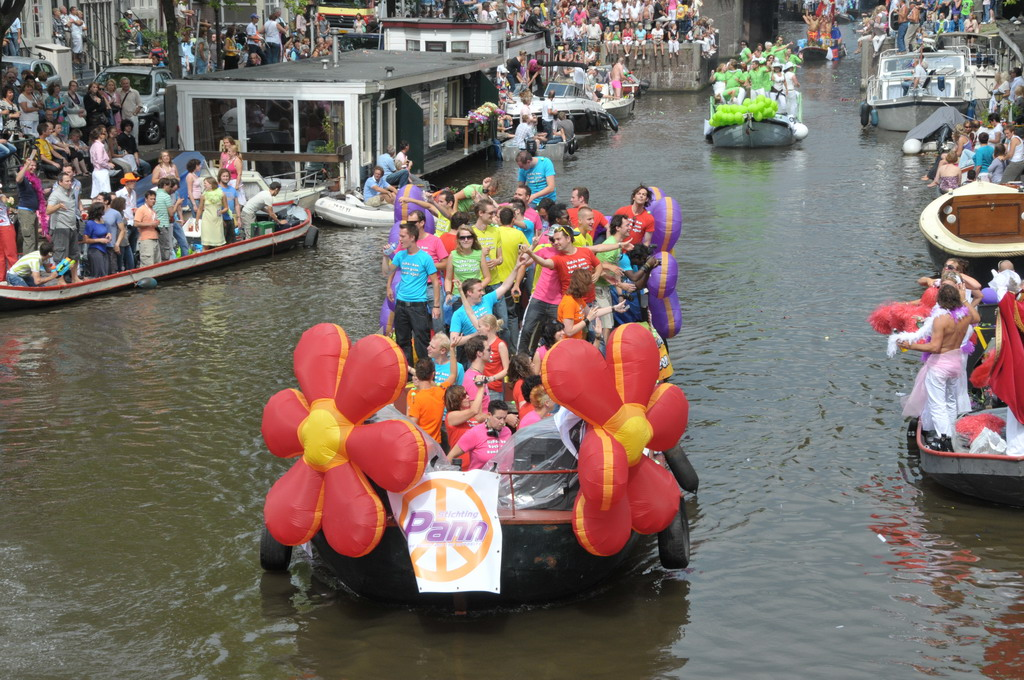
Гей-прайд в Амстердаме в 2008 году.
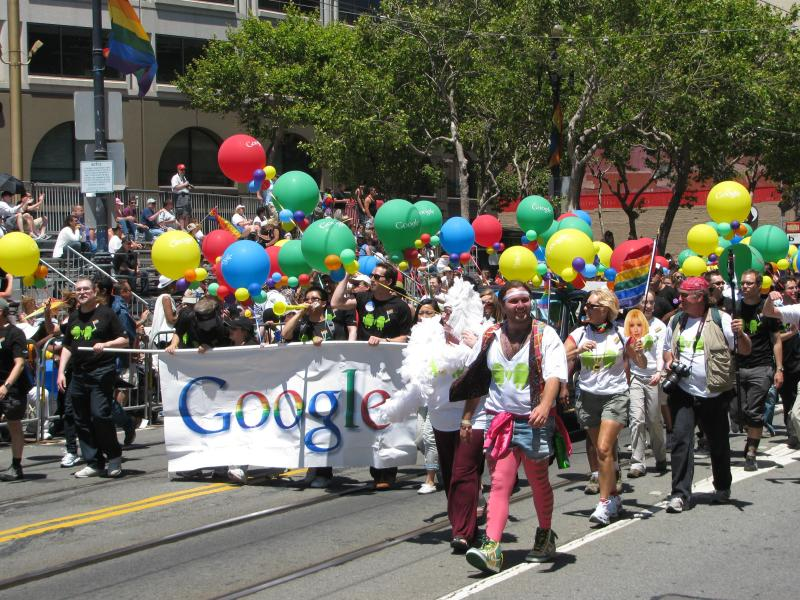
Google на гей-прайде в Сан-Франциско
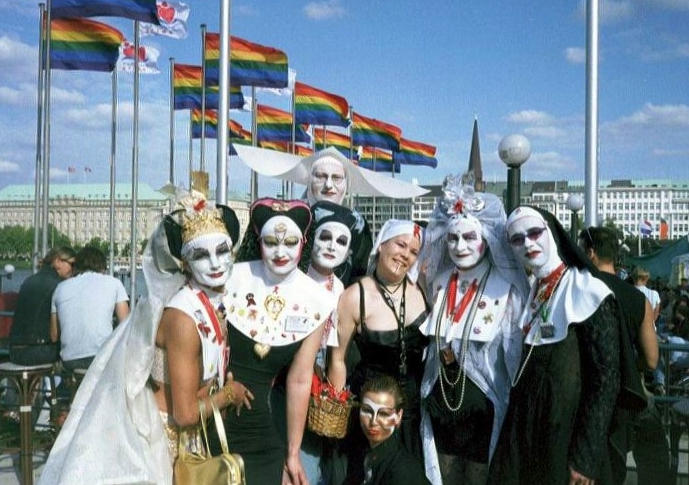
Сёстры бесконечной снисходительности.

Однако, на практике эти две позиции смешиваются. Даже самые праздничные парады обычно имеют моменты, посвящённые памяти жертв СПИДа и гомофобного насилия в виде специальных минут молчания, семинаров. Гражданский характер шествию придаёт также участие политических партий и общественных организаций со своими лозунгами, а делегации из стран третьего мира поднимают вопросы о положении ЛГБТ-людей в них: уголовное преследование, смертные казни, потворство властей насилию. Острые социальные пародии, например, на религию от представителей Ордена бесконечной снисходительности вызывают оживлённые споры. С другой стороны, на политизированных гей-прайдах бывает красочная радужная атрибутика и различные протестные перфомансы.

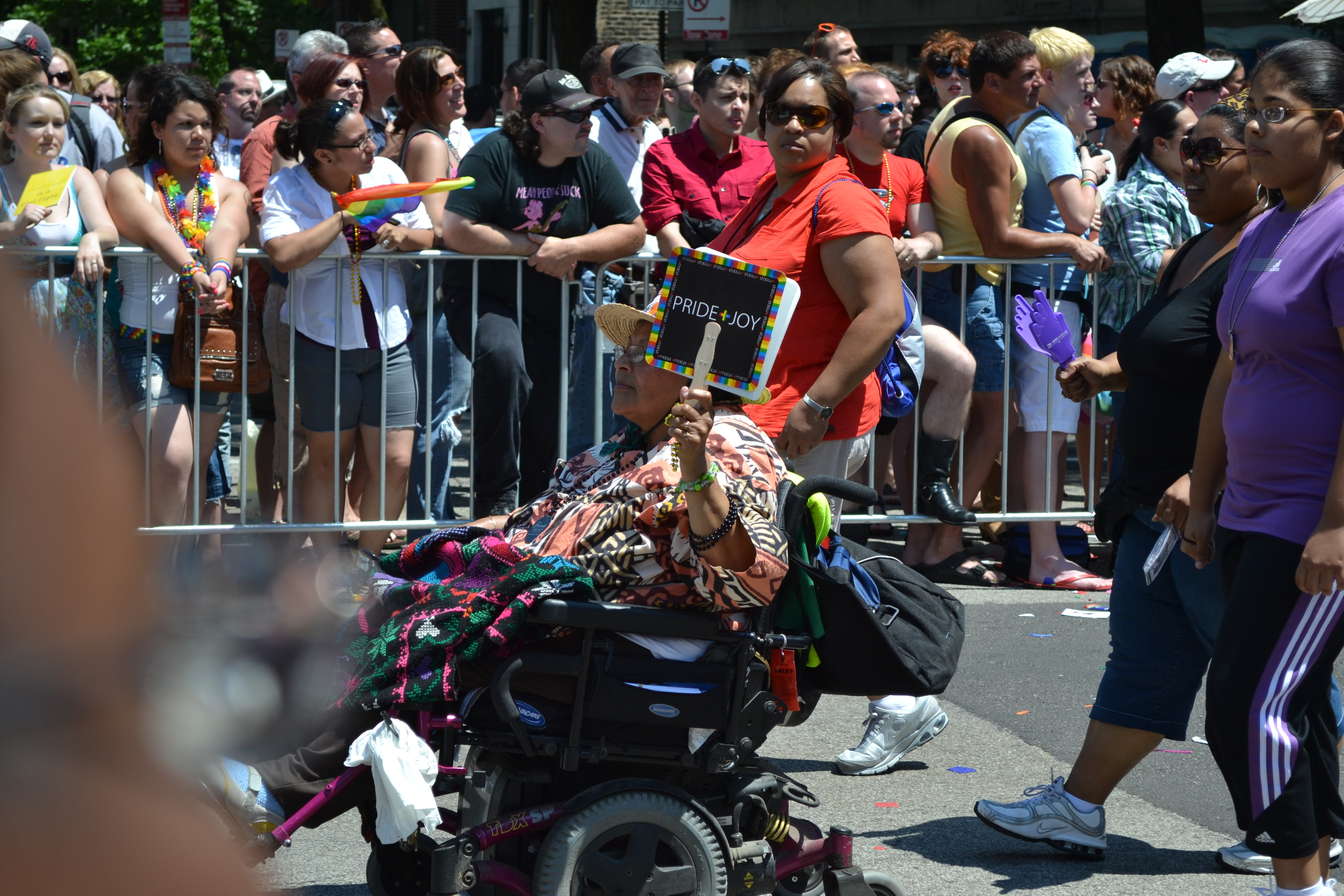
Инвалиды часто участвуют в гей-прайдах.
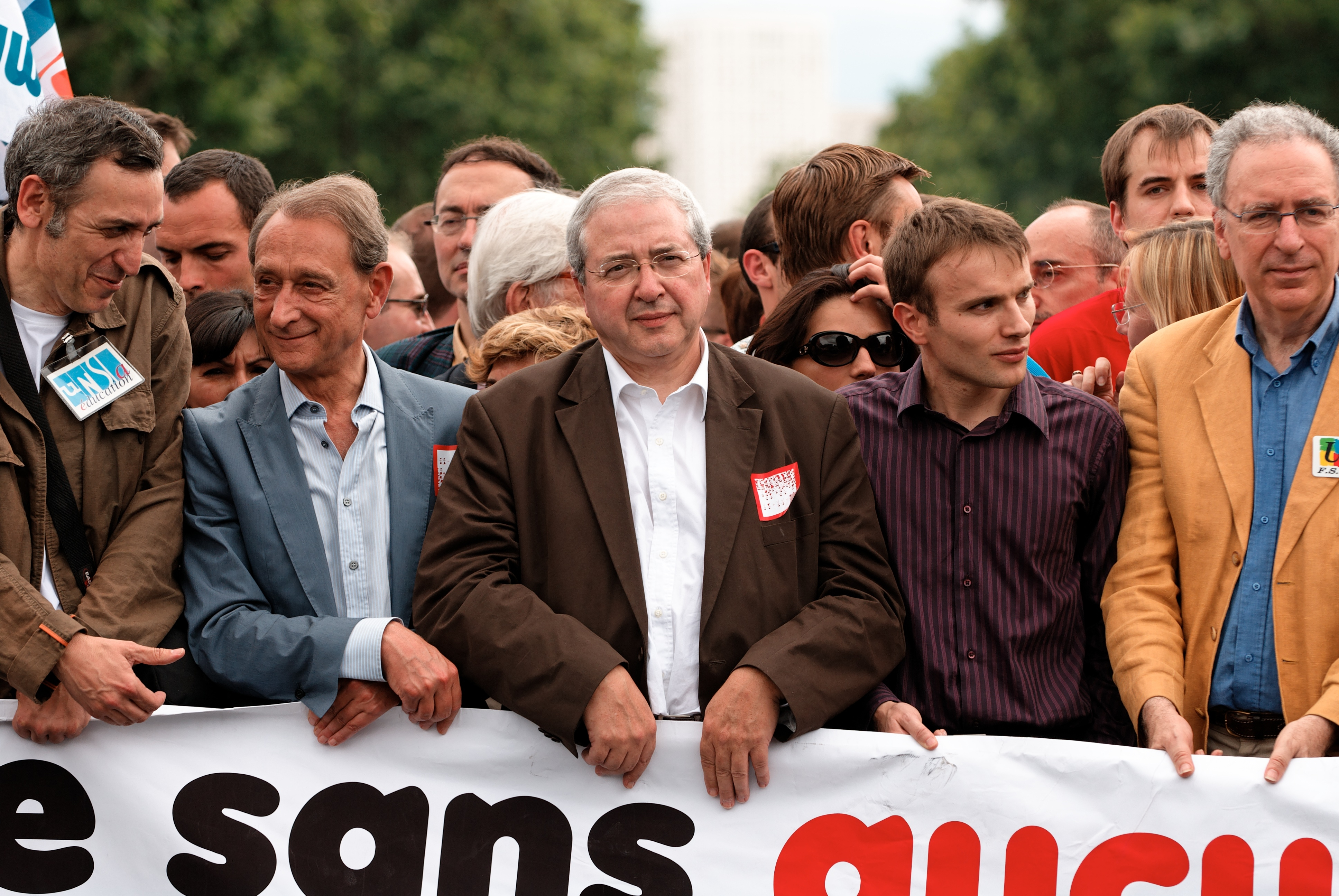
Мэр Парижа, глава Иль-де-Франс и профсоюзные лидеры на прайде.
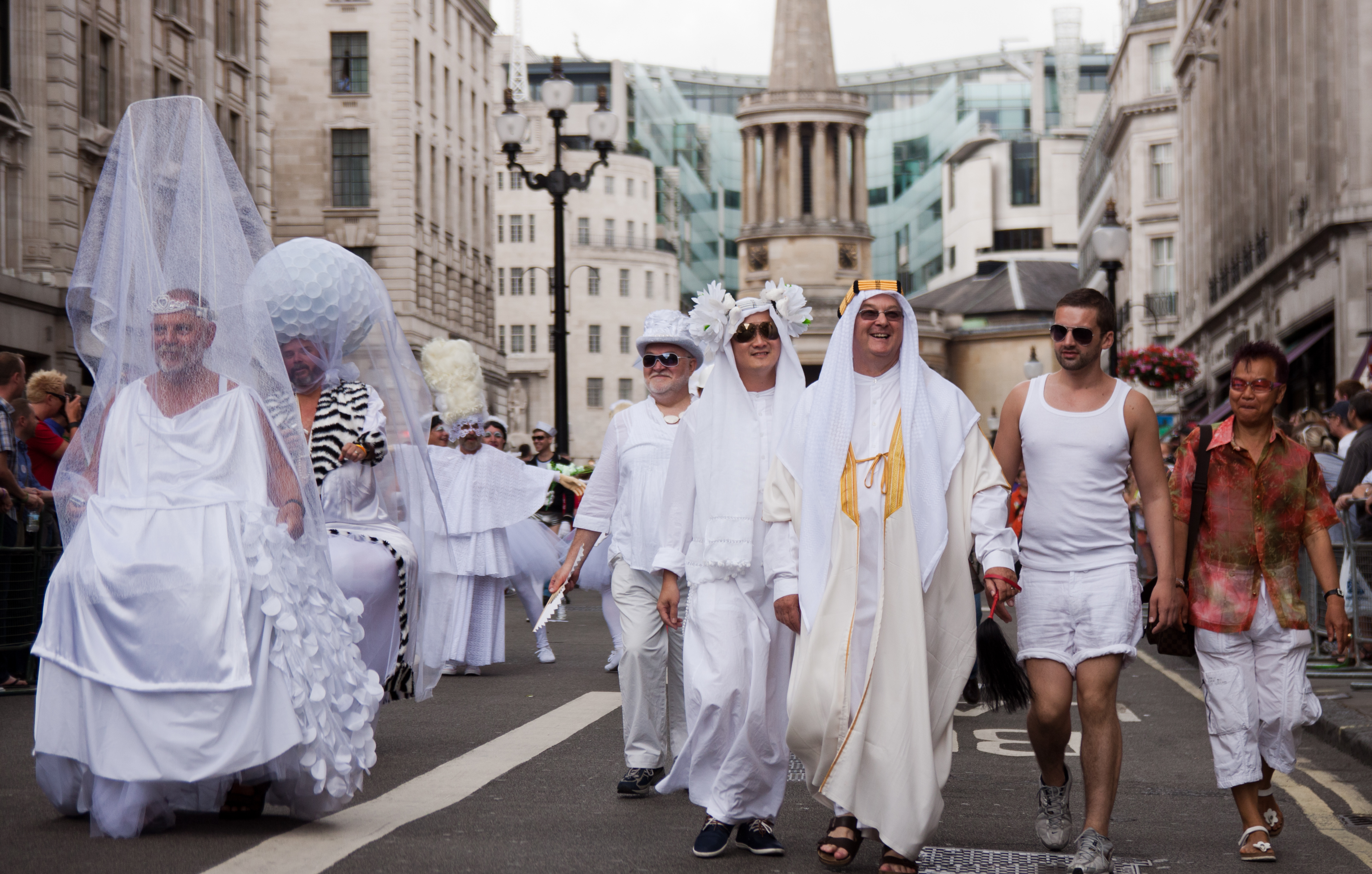
Карнавальные костюмы.

Гей-прайды в разных городах мира собирают тысячи участников и зрителей. В гей-прайдах в Сан-Паулу и Европрайдах принимают участие миллионы людей. Иногда парады возглавляют «великие маршалы». Это почётные гости праздника, которые своим личным примером и гражданской активностью способствовали укреплению толерантного отношения к ЛГБТ. Ими избирались, например, олимпийский чемпион Мэттью Митчем в Сиднее, актёр Иэн Маккеллен в Манчестере, фигурист Джонни Вейр в Лос-Анджелесе, певица Синди Лопер в Сан-Франциско, гей-активист Николай Алексеев в Ванкувере.

## Критика
Внутри ЛГБТ-движения идут споры относительно соотношения в шествиях гей-прайда правозащитной и карнавальной составляющих. Некоторые политики, правозащитники и представители ЛГБТ-сообщества считают, что карнавальное шествие подменяет первоначальный смысл гей-прайдов, что вместо своего истинного предназначения — борьбы за гражданское равенство — они теперь предстают деполитизированными, конформистскими и во многих аспектах исключительно преследующими коммерческие цели.
Отдельной критике подвергается присутствие на гей-прайде представителей трансгендерного сообщества (драг квин, трансвеститов, транссексуальных людей), сексуальных субкультур, полуобнаженных людей, как дискредитирующее идею защиты толерантности и прав человека, искажающее представление общества о ЛГБТ-людях и провоцирующее гомофобию. Некоторые активисты упрекают традиционные гей-прайды в превалирующей ориентировке на интересы и эстетику «белых мужчин», поэтому в ряде американских городов проводятся «женские» дайк-марши и прайды афроамериканцев.
В рамках прайда иногда поднимаются другие конфликтные социальные вопросы. Так, мэрия Торонто угрожала организаторам гей-прайда прекратить финансирование, если в шествии примет участие группа «Геи против израильского апартеида», а Мадридский гей-прайд из-за обвинений Израиля в нападении на гуманитарную колонну не разрешил принять участие его делегации.
В ряде стран проведение подобных акций может вызывать неоднозначную оценку. В западном мире акции гей-прайда более привычны и обычно не носят конфронтационный характер, хотя по-прежнему могут являться предметом критики со стороны отдельных лиц и социальных групп, имеющих консервативные убеждения. Так, например, в своей книге журналист Пилар Урбано привела, якобы со слов самой испанской королевы Софии, следующее заявление: «Я могу понять, принять и с уважением отнестись к людям, исповедующим другие сексуальные тенденции, но они что, действительно гордятся собой, потому что они — геи? Они должны ходить парадами и устраивать марши протеста? Если бы все мы, кто геями не является, вышли бы на марш протеста, мы перекрыли бы движение». Это публикация вызвала возмущение общественности и Королевского дома, который обвинил автора в грубых неточностях, а королева принесла извинения. Это высказывание иллюстрирует также один из аргументов, приводимых противниками парадов в разных странах. Они находят непонятным, излишним, а многие и просто аморальным публичную демонстрацию своей сексуальной ориентации.
Так, несмотря на преобладающее толерантное отношение к проведению гей-парадов в западных странах, иногда там случаются негативные прецеденты. Например, в штате Калифорния отмечен случай направления на гей-парад работников пожарного департамента Сан-Диего без их согласия. Некоторые пожарные посчитали участие в гей-параде по приказу начальства оскорблением и подали в суд на городскую администрацию. В частности, они заявили, что в ходе парада некоторые участники шествия «проявляли к ним нездоровый сексуальный интерес». Верховный суд штата Калифорния признал неправомерным принуждение пожарных к участию в параде и обязал муниципальные власти выплатить им компенсацию за моральный ущерб. Начальник пожарной охраны заявил, что впредь участие в гей-парадах будет добровольным
В других странах, где традиция проведения ЛГБТ-акций значительно моложе, последние могут спровоцировать и более острые споры. Многими критиками ставится под сомнение сама целесообразность шествий в защиту прав сексуальных меньшинств. Одним из распространённых аргументов, которым многие оппоненты обосновывают своё мнение, является отсутствие уголовного преследования сексуальных меньшинств. В подкрепление данного тезиса также звучат заявления о полном отсутствии законодательных норм, дискриминирующих ЛГБТ, в корпусе права соответствующего государства. Сторонники парадов возражают на это тем, что отсутствие таких норм не означает полного отсутствия дискриминации как таковой. Ряд противников прайда отрицает нарушения прав человека в отношении ЛГБТ или даже отказывается признавать за ними права как таковые, а некоторые считают их ущемление оправданным. Некоторые высказывают мнение, что общества ряда стран ещё не готово воспринять гей-прайды.
В менее привычных к публичности ЛГБТ странах также нередко звучат опасения относительно якобы развращающего влияния гей-прайдов на общество. Применительно к этому аргументу закрепилось словосочетание «пропаганда гомосексуализма». Публичные ЛГБТ-акции, согласно этой точке зрения, имеют своей целью преподнесение престижности гомосексуальности, могут повлиять на сексуальные предпочтения в обществе и, как следствие, привести к увеличению числа гомосексуалов в нём.
Особое место занимают в критике гей-прайдов религиозные аргументы. Представители ортодоксальных течений часто говорят о недопустимости терпимого отношения к гомосексуальности как запретной и греховной с точки зрения этих учений. Такие акции, с их позиций, задевают религиозные чувства верующих людей, а религиозные консерваторы играют заметную роль на демонстрациях против парадов. Критические высказывания часто звучат и из уст официальных иерархов соответствующих конфессий, хотя единой позиции всех религиозных организаций к этой проблеме не существует и, в действительности, отношения религии и гомосексуальности значительно сложнее. Официальные представители христианских церквей выступают против насилия в отношении участников гей-прайдов, однако некоторые священники делают заявления с призывами к их разгону. С призывами к насилию выступают некоторые представители ислама. В 2005 году на гей-прайде в Иерусалиме ортодоксальный иудей напал на участников шествия с ножом и ранил трёх человек. В 2011 году протестующие иудеи нападали на полицейских, забрасывая их камнями, а у одного из протестующих была обнаружена бомба. Однако некоторые ортодоксальные раввины призвали к признанию прав гомосексуалов.
Далеко не все противники проведения гей-прайдов апеллируют к аргументам, вытекающим из той или иной логики. Часть противников склонна к проявлениям прямой агрессии и считает допустимым насилие. Нередко на демонстрантов нападают активисты ультраправых и других радикальных молодёжных движений. В 2010 году на гей-прайд в Хельсинки было совершено нападение, которое было осуждено президентом и правительством. Впрочем, признавая эти факты, ряд критиков считает, что гей-парад сам провоцирует (и, возможно, умышленно) агрессию неонацистов. С точки зрения ряда противников проведения гей-прайдов, соображения безопасности могут стать серьёзным препятствием в проведении парадов. Так в 2009 и 2011 году власти Сербии запрещали гей-прайд, мотивируя это своей неспособностью защитить его участников.